# 漫長等待
《漫長等待》是由德國独立工作室Studio Seufz開發，Application Systems Heidelberg發行的2020年點擊式冒險遊戲。游戏设定在一个地下王国中，玩家控制一只名为「一個影子」的生物，等待400天後喚醒熟睡的國王。遊戲的400天與現實時間相等，在此期間，一個影子需要通过阅读和探索等方式来消磨時光。无论玩家的行动如何，游戏中的计时器都会持续运行，但也有一些操作可以加快时间流动，例如让一個影子处在用画作装潢过的房间内。
开发者安塞爾姆·派塔（Anselm Pyta）在参观巴巴罗萨山洞时听到了屈夫霍伊瑟山傳說，从而构思了《漫长等待》。派塔希望通过由叙事驱动的故事探索情感主题，并将时间作为游戏机制。开发者受到地牢合成器音乐的启发，为游戏敲定了地下舞台和孤寂基调。游戏的制作耗时六年，由派塔担任主要开发者。由于难以进行游戏测试，他得不依靠个人直觉来设计游戏节奏。
《漫長等待》於2020年3月5日发行于Microsoft Windows、OS X和Linux平台，并于2021年4月14日发行于任天堂Switch平台。游戏因其音乐、视觉效果和实验精神而受到好评，但其慢节奏的玩法在评论界引发了争议。游戏发行时正值2019冠状病毒病疫情，许多评论家将其与隔离中的生活进行了比较。《漫長等待》獲得2020年獨立遊戲節創新獎的提名，并在2020年德國電腦遊戲獎上获得了“最佳新晉遊戲”奖。

## 玩法

「一個影子」的家，玩家可以通過到處收集裝飾品並待在家中的方式加速時間

《漫長等待》是一款点击式冒险游戏，其劇情發生在一个地下王国中，玩家将扮演「一個影子」（Shade），他受命在400天後喚醒为恢复力量而陷入沉睡的國王，值得注意的是，該400天與現實時間相等。一個影子可以探索洞穴，收集用來裝飾房間的資源，以及做其他消磨時間的活動，例如閱讀或繪畫。
游戏的交互内容进度缓慢，一個影子的行走速度極慢，不能奔跑。遊戲中許多地貌都會隨時間而變，舉例來說某些路障需要玩家等待一段時間才會出現。一些操作可以快进游戏計時器，例如讓一個影子身處在其裝潢過的房間內，以及繪畫和閱讀等。
游戏的其他机制类似于放置游戏，这类游戏的共同特征是即使玩家没有或很少进行互动，游戏仍会继续进行，即使关闭游戏也会如此。玩家可以在打开书籍后让一個影子自行阅读，无需进行其它外部输入。玩家还可从菜单中打开“书签系统”，指示一個影子走到前次存檔的位置、返回家中或隨機漫步。玩家的主要目標會在待辦清單上顯示，大多數目標完成後會改善一個影子的生活。无论玩家进行何种操作，游戏时间都会自动流动，是否開啟遊戲同样不会产生影响。因此，玩家可以通過開啟遊戲后直接关闭，等待400天後重開游戏通關。為了預防作弊，《漫長等待》設計了一個「永恆地牢」，若玩家通過修改器更改系統時間就會被關進那裡，並需要點擊畫面400次才可離開。游戏共设四个结局，部分结局无需等待400日亦可触发。

## 剧情
在《漫長等待》剧情的开篇，一位老国王告知“一個影子”自己将沉睡400天来恢复力量。在这段时间过后，一個影子可以唤醒它的主人，此后“一切忧虑与漫长的等待都将不复存在”。国王允许一個影子在他的地下王国内漫游，但警告它不要离开。在等待唤醒国王的过程中，一個影子思索着自己的孤独，并沉思着国王诺言的本质。它考虑离开地下王国前往外面的世界，并回忆起出口在离国王沉睡的地方很远的洞穴顶部。
如果一個影子等待了400天并唤醒了它的主人，国王会使洞穴坍塌，随后解释说他已经兑现了当初的诺言：他通过“摧毁了其中的一切”创造了一个不再需要漫长的等待的世界。世界不复存在，国王和一個影子统治着永恒的虚空。如果一個影子探索了足够多的接近地表世界的洞穴，它会找到一个悬崖，下方是无底深渊。一個影子可以选择跳崖自杀，或者继续前行，面对一个外貌类似于自己的神秘生物——“黑暗”（Darkness）。应玩家之前的操作，一個影子可能闭上眼睛得以躲避黑暗，也可能被抓住送回家中。
如果一個影子躲避黑暗并继续前进，它会到达一个接近地表的井下，可以选择通过井离开地下王国。如果一個影子决定离开，它会被一个小孩或一个老人带出井：如果被小孩带出，小孩会受到惊吓，导致一個影子摔回井里死去；如果被老人带出，一個影子会跟随着老人去他的家，并由他的家人招待晚餐。片尾画面显示，一個影子的离开导致国王死亡。

## 開發與發行

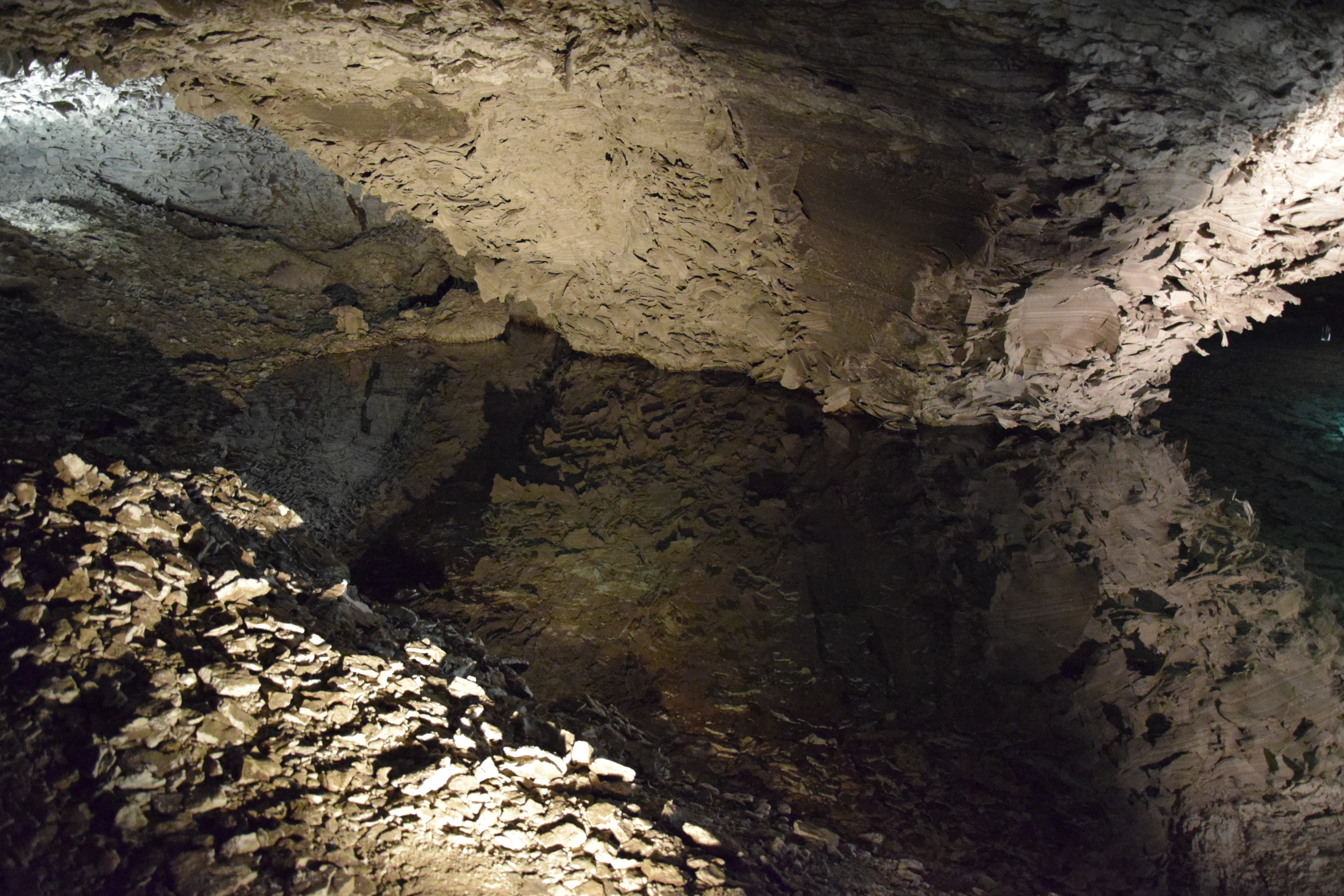
开发者安塞尔姆·派塔在参观巴巴罗萨山洞（图）后受到启发，从而构思了《漫長等待》

《漫长等待》的开发始于2014年，历时六年。开发者安塞尔姆·派塔（Anselm Pyta）有在Newgrounds平台发布自创Flash动画的经验，后来在2017年与朋友共同创立了Studio Seufz。《漫长等待》的概念来自于派塔在巴巴罗萨山洞里徒步旅行的经历。据屈夫霍伊瑟山傳說记载，一位老国王数百年来一直沉睡在洞穴中；弗里德里希·呂克特的詩作《屈夫霍伊瑟山脈的紅鬍子》（Kyffhäuser Mountains Barbarossa）提到，一名矮人每100年就要檢查一次國王是否準備醒來。矮人这一角色让派塔印象深刻，他想知道矮人该如何度过等待生活。除编程方面有人协助外，美术、音效设计、机制等其他开发工作都由派塔独自完成。他使用Adobe Photoshop绘制背景，使用Adobe Flash为角色制作动画，编码后在Unity中将其合并。
《漫长等待》的玩法受到諸如《點擊英雄》等放置游戏的影响。这类游戏的特点在于，即使玩家不主动去玩游戏，其游戏进程也会取得进展。派塔对此玩法印象深刻，但讨厌这类游戏没有结局的共同点。他试图创建以剧情为核心、融合冒险游戏元素的放置游戏，并希望引起玩家的情感共鸣，并试着引发玩家情感上的反应。派塔对将时间作为游戏机制很感兴趣，认为电子游戏是唯一能利用时间机制来讲故事的媒体。尽管玩家通常不喜欢等待，但派塔认为在正确的叙事背景下，它可以增强玩家的代入感。
派塔在学习期间确定游戏将以「孤獨」作为主題，游戏中地下舞台和孤寂基调则受到了地牢合成器音乐的启发。他计划为玩家提供三种游戏路径：什么都不做，等计时器归零；尝试消磨时间以在400天里过得更舒适；抛弃国王并逃离洞穴。等待是一种无压力的游戏方式，逃离则需要玩家解决难题并探索越来越危险的洞穴。他表示，开发过程中的最大挑战是找到新颖的方式来利用等待机制，避免让其显得多余。
派塔特地将一个影子的外表和动机设计得很神秘，以使玩家将自己的孤独感投射到该角色上。由于游戏时间很长，派塔在游戏测试时遇到了困难，不得不依靠个人直觉来控制游戏的节奏，确保玩家不会半途而废。他意识到让玩家保持兴趣的重点是玩家和主角之间的共鸣。为了向玩家展示游戏进程，派塔让一个影子的行为随时间的推移而变化，例如会自言自语和睡觉。因洞穴中无法展示昼夜循环，他加入了岩石掉落效果来记录时间流逝。
在發行前，《漫長等待》曾于2019年在PAX West展示。游戏由发行，并于2020年3月5日在Steam平台上发布，支持Windows、macOS和Linux系统，Nintendo Switch版于2021年4月14日发行。游戏发行时正值2019冠状病毒病疫情，由此引发的玩家反响超出了派塔的预期。他认为，这场疫情使得玩家更能与一个影子产生共鸣。

## 反應
| 汇总媒体   | 得分                  |
| ---------- | --------------------- |
| Metacritic | PC：79/100 NS：80/100 |

| 媒体             | 得分 |
| ---------------- | ---- |
| 4Players         | 70%  |
| Nintendo Life    | 5/10 |
| 任天堂世界报道   | 9/10 |
| PC Gamer（瑞典） | 82%  |

根据评论聚合网站Metacritic的数据，对《漫长等待》的评价以“正面评论为主”。一些評論家称赞了游戏的實驗精神。《Adventure Gamers》的威尔·艾克曼（Will Aickman）将《漫长等待》推荐给喜欢不寻常的游戏玩法，或者将电子游戏视为艺术形式来欣赏的玩家。瑞典版《PC Gamer》的若阿基姆·希尔曼（Joakim Kilman）稱其是「迷人有趣的實驗性遊戲」。《華盛頓郵報》的克里斯托弗·伯德（Christopher Byrd）称其展示了电子游戏的潜力。
评论家对缓慢的游戏节奏意见不一。《华盛顿邮报》的伯德认为慢节奏可以让玩家发挥想象力，并将游戏同电影制作人陶尔·贝洛的慢节奏片并称。《Hardcore Gamer》的詹姆斯·坎宁安（James Cunningham）同样表示，一个影子的吸引力有助于打发时间，并让玩家自然而然地适应游戏的节奏。但许多评论家认为，玩家在游戏中会变得不耐烦，缓慢的游戏节奏并不适合所有人。《Nintendo Life》的斯图尔特·吉普（Stuart Gipp）也持有这种观点，他虽喜欢游戏反映的孤独感，但批评等待时间过于乏味。还有评论家喜欢在游戏中照顾一个影子，并将它与虚拟宠物塔麻可吉相提并论 。
许多媒体评论了《漫长等待》的艺术风格，称游戏氛围“阴暗”，“孤独”和“怪异”。评论家们将视觉效果强调为游戏的一大优势。《Nintendo World Report》的乔舒亚·罗宾（Joshua Robin）认为洞穴的绘画非常出色而且独特。《4Players》和《明镜》将其与德国漫画家韦尔特·默尔斯的作品进行了比较。《Nintendo Life》的吉普赞扬游戏的艺术和音效非常大胆，但认为氛围显得沉闷而且没有趣味性。游戏原声音乐亦获评论家青睐。《Adventure Gamers》的艾克曼赞扬音乐唤起了许多情感，刻画了一个影子在庞大世界中的渺小身影。《The Games Machine》的费罗纳托·埃马努埃莱（写道，音效伴随着一个影子的脚步回声，与整体氛围融合在了一起。
由于《漫長等待》在2019冠状病毒病疫情期间发行，评论家经常将游戏体验与隔离生活相比较。《GamesRadar》的蕾切兒·韋伯（Rachel Weber）稱該作「最能概括在2020年大流行底下生活的人們」。《Adventure Gamers》认为，疫情封锁这一发行背景与游戏主题“孤独”贴合，从而增强了作品的感染力。《连线》的刘易斯·戈登（Lewis Gordon）写道，一个影子以一种神奇的方式活着，《漫长等待》则是很好地捕捉了2020年的悲伤以及超现实的疫情封锁，他还认为《漫長等待》和专心吸引玩家关注的商业游戏相对，可谓是注意力经济的避难所。

### 獎項
| 年份 | 獎項           | 類別         | 結果     | 來源   |
| ---- | -------------- | ------------ | -------- | ------ |
| 2020 | 德國電腦遊戲獎 | 最佳新晉遊戲 | 獲獎     | [ 31 ] |
| 2020 | 獨立遊戲節     | 創新獎       | 提名     | [ 32 ] |
| 2020 | 德國動畫遊戲獎 | 不適用       | 特別提及 | [ 33 ] |

## 外部連結
- 官方网站 （英文）